# Олена Звичайна
Олена Дельгівська, в шлюбі Джуль, відома як Олена Звичайна (24 квітня 1902, Проскурів — 8 січня 1985, Стейтен-Айленд) — українська письменниця та діаспорянка.

## Біографія
Народилася 24 квітня 1902 р. у Проскурові в інтелігентній родині адвоката і вчительки. Закінчила гімназію в Харкові з відзнакою, навчалася у Київському інституті народної освіти. Одружилася з учасником національно-визвольної боротьби Михайлом Джулем. Чоловіка було репресовано і заслано як «ворога народу». 
Літературну діяльність почала в 1942 р. 
Емігрувала спочатку до Німеччини, потім до США. 
У 1967 р. одержала нагороду Літературного фонду ім. Івана Франка в Чикаго. 
Померла 8 січня 1985 р. у Стетен Айленді (США).

## Творчість
Авторка збірки оповідань і новел «Оглянувшись назад…» (1954); повістей «Золотий потічок» (1947), «Селянська санаторія» (1952), нарису «Миргородський ярмарок» (1953), романів «Страх» (1958), «Ворог народу» (1966); повісті «У золотих кайданах Колими» (у співавторстві з чоловіком М. Млаковим) та ін.
Окремі видання:
- Звичайна О. Золотий потічок з голодного Харкова. Повість. — Вінніпег, 1947. — 93 с.
- Звичайна О. Миргородський ярмарок. — Вінніпег: Тризуб, 1953. — 46 с.
- Звичайна О., Млаковий М. Ворог народу. — Лондон: Українська видавнича спілка, 1966. — 471 с.
- Звичайна О. Оглянувшись назад…: Збірка оповідань і новел. — Мюнхен: Дніпрова хвиля, 1954. — 230 с.
- Звичайна О. Селянська санаторія. Повість. — Вінніпег: Тризуб, 1952. — 218 с.
- Звичайна О. Страх. Роман: У 2 т. — Лондон, 1957—1958. — Т. 1, Т. 2.
- Звичайна О. Ти: Повість із життя українців у золотоверхому Києві в 1927-29 рр. — Мюнхен, 1982. −579 с.